# ザプルーダー・フィルム

ザプルーダー・フィルムより白黒で複写された、ケネディ大統領に最初の銃弾が命中した瞬間のコマ。

ザプルーダー・フィルム（the Zapruder film）（とは、1963年11月22日にアメリカ合衆国のテキサス州ダラスを訪問したジョン・F・ケネディ大統領の車列を、エイブラハム・ザプルーダーがカラーで撮影した8mmフィルム映像のことである。このフィルムは偶然にも、ケネディ大統領暗殺事件を最も明瞭に記録した映像となったことから、一躍有名になった。現在はアメリカ国立フィルム登録簿に登録されている。

## 撮影の経緯
暗殺事件発生日の午後12:30（中部標準時）、ダラスで婦人服メーカーを経営していたザプルーダーは、大統領の車列をエルム通り（暗殺発生現場）に面したコンクリート製のパーゴラの一番西側の端の上に立って撮影していた。姿勢を安定させるため、会社の受付係の女性社員が背後から彼を支えていた。フィルムは、大統領の車列がヒューストン通りから角を曲がってエルム通りに入るところから、鉄道の陸橋下に入って消えるまでの姿を捉えている。このフィルムの資料的価値を高めているのは、ケネディ大統領が頭部に致命的な銃撃を受けた瞬間を記録していることである。大統領が頭部に銃撃を受けた時、大統領の乗ったリムジンは丁度ザプルーダーの撮影場所のほぼ正面（ザプルーダーの視線からはやや下方）に位置しており、フィルムには銃撃を受けた瞬間の大統領の姿をはっきりと映している。
ザプルーダーが撮影時使用していたのは、ベル&ハウエルの414 PD式8ミリカメラ「ズーマチック（Zoomatic）」で、使用フィルムはコダックの安全フィルム「コダクロームII 8（1コマ縦横8 mm）」であった。後にFBIがこのカメラを調べたところ、フィルムの撮影速度は平均毎秒18.3フレームであった。大統領の車列の模様が撮影されているのは全体で486フレーム、26.6秒で、その内大統領の乗ったリムジンは343フレーム、18.7秒間映っていた。
ザプルーダー・フィルムはウォーレン委員会をはじめ、全ての暗殺事件捜査機関により調査された。委員会はこのフィルムの一部フレームをモノクロ写真にプリントし、証拠物件として取り上げた（ウォーレン委員会の証拠物件第18巻の885）ほか、様々な雑誌、映画にフィルムの一部が使用された。インターネットでは下のサイトでフィルムの閲覧が可能である。
- Zapruder Film of JFK Assassination - YouTube
- The JFK assassination ブレの多いもとのフィルムの画像を加工、修正したもの6つと、それらを基により安定した画質で大統領のリムジンに焦点を合わせた画像1つを閲覧聴可能（研究用、ファイルサイズ大）
- ザプルーダー・フィルムの全486コマの画像 特別なソフトなしで視聴可能だが動画形式ではなく静止画。
- assassinationresearch.com 上と同じ静止画による全コマの画像。1つずつコマを進めて見るにはこちらの方が便利。

1994年にザプルーダー・フィルムは「文化的に重要である」として、アメリカ議会図書館によりアメリカ国立フィルム登録簿に登録され、永久に保存されることとなった。

## 歴史

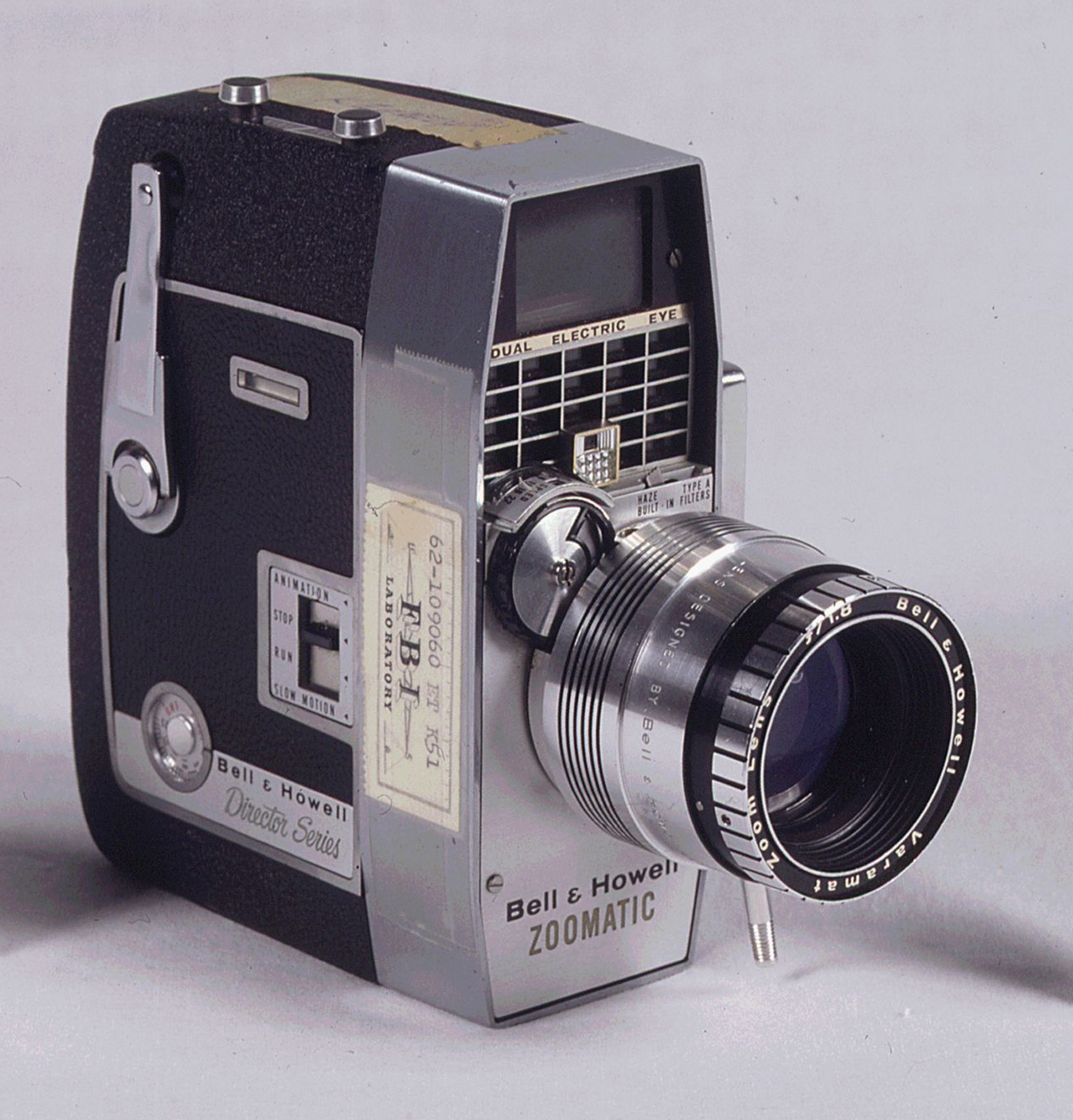
ザプルーダーが撮影に使用した「ベル&ハウエル・ズーマチック」

11月22日の午後には、オリジナルのフィルムからコピーが3本作られた。ザプルーダー自身がオリジナルとコピー1本を保有し、残りのコピー2本が捜査のために シークレットサービスのダラス事務所に提出された。その後3日もたたない内に、『ライフ』がオリジナルのフィルムと、それに係る全ての権利を150,000ドル（2018年の時価で1,240,000ドルに相当）で購入した。購入代金は6年間の分割払いでザプルーダーに支払われたが、最初の1年分の支払い25,000ドルをザプルーダーは、 リー・ハーヴェイ・オズワルドに殺害されたダラス市警の警官J・D・ティピットの未亡人と子供たちに寄付した。 
1963年11月29日、『ライフ』がザプルーダー・フィルムの中から約30コマを、モノクロ写真にして誌上で公開した。フィルムのコマをカラー写真にしたものは1963年12月7日発行の『ジョン・F・ケネディ追悼特集号』で公開され、その後も1964年10月2日（ザプルーダー・フィルムとウォーレン委員会についての特集記事）、1966年11月25日、1967年11月24日と何度も掲載された。
1964年10月、ウォーレン委員会が調査結果をまとめ、26巻にも及ぶ証言、証拠物件の記録が合衆国政府印刷局から刊行された。その中の第18巻にはザプルーダー・フィルムの中から158コマがモノクロ写真として複写されたものが掲載された。しかし、208コマ目から211コマ目が欠損しており、207コマ目と212コマ目の間に再接合した痕跡が見られた。1967年初頭、『ライフ』はオリジナルのフィルムの内4コマが現像作業所での事故により誤って破棄され、その4コマの隣のコマもいくつか損傷したと声明を発表した。『ライフ』はその失われた部分を、ザプルーダーから譲り受けたオリジナルからの1世代目のコピーから写真にして公開した（155から157コマ目及び341コマ目。オリジナルでは損傷していたが、1世代目のコピーには残っていた）。
1966年、『ライフ』の記者ジョサイア・トンプソン (Josiah Thompson) が『ダラスの6秒間（Six Seconds in Dallas）』という本を執筆し、『ライフ』に対し、ザプルーダー・フィルムの中から重要な部分の掲載許可を求めた。『ライフ』側は、本の収益を全て同誌に寄贈するとの彼の申し出にもかかわらず、フィルムの一切の掲載を拒否した。1967年に本は発行されたが、フィルムの重要な部分の詳細な木炭画とオリジナルで失われた4コマの複写写真が掲載されていた。『ライフ』を所有するタイム社はトンプソンと本の出版元に対し、著作権侵害の訴えを起した。地方裁判所は1968年、フェアユースの法理に照らし合わせ、著作権侵害に当らないとの判断を下した。判決は、「ケネディ大統領の暗殺については、社会全般の中に手に入れられるあらゆる情報を知りたいという関心がある。トンプソンはこの主題を真剣に研究し、社会に考慮を問うに価する説を示している。被告による（フィルムの）複写は公正で合理的であると認められる。」というものだった。
1968年、『ライフ』はニュージャージー州のテクニカル・アニメーション社にオリジナルのザプルーダー・フィルムから35mmフィルムのコピーを作成させた。同社は複数のコピーを作成した中から最良のものを『ライフ』に渡し、残りを保有していた。その後6年の間、同社の従業員が残されたコピーを使用してクローズ・アップを使用した版や、カメラのブレを可能な限り取り除いた版を作成した。
1969年、地方検事ジム・ギャリソンが、暗殺の陰謀に関係したとしてルイジアナ州ニューオーリンズのビジネスマン、クレイ・ショーを起訴した。裁判開始前、ギャリソンが法廷で使用するため、裁判所はタイム社に対しフィルムのコピーの提出を命令した。フィルムは法廷で上映されたが、動画として公開されたのはこれが最初となった。この公判用に貸し出されたフィルムから、さらに多くのコピーが無断で作成された。それらはさらに違法コピーをくり返され、様々なフィルムの版が全米、そして全世界で見られるようになった。
1975年3月、ABCの深夜番組「Good Night America」でザプルーダー・フィルムが放映され、初めてテレビ放送されることとなった。この最初のテレビ放映は世間の激しい反応を引き起こし、合衆国議会議員やチャーチ委員会 (Church Committee) により事件が再調査されるきっかけとなった。これらの再調査は1976年に「アメリカ合衆国下院暗殺特別調査委員会」に引き継がれた。委員会はケネディの暗殺が「陰謀によるものだった可能性がある」と結論を下した。 
テレビ放送がきっかけとなり、フィルムの著作権を巡ってタイム社とザプルーダーの遺族（ザプルーダー本人は1970年に死去）が法廷で争い、1975年4月、両者は和解し、タイム社はザプルーダー家にオリジナルのフィルムとそれに係る全権利を1ドルで売り渡した。タイム社はフィルムを合衆国政府に寄贈したいと考えていた。当初ザプルーダー家はこれに反対していたが、1978年になって、フィルムをより適切な環境で安全に保管、保存するため、アメリカ国立公文書記録管理局にフィルム自体を譲渡したが、権利はザプルーダー家が保有し続けた。映画監督オリバー・ストーンは、『JFK』でのザプルーダー・フィルムの使用料として、約85,000ドルをザプルーダー家に支払った。
1992年10月26日、ジョージ・H・W・ブッシュ大統領は、「ジョン・F・ケネディ大統領暗殺資料の収集法令（the "JFK Act"）」に署名した。この法令は、暗殺事件に関する全ての記録を歴史的、行政上の目的のため保存することを定めたもので、国立公文書記録管理局に資料が収集された。ザプルーダー・フィルムも自動的に法令で定められた「暗殺資料」と認定され、これによりフィルムは公式に合衆国政府の所有となった。ザプルーダー家が1993年と1994年にオリジナルのフィルムの返還を求めた際、国立公文書記録管理局は拒否している。
1997年4月24日、上述の法令により設置され、資料の収集を行っていた「暗殺記録再評価委員会」 (Assassination Records Review Board) は、「ザプルーダー・フィルムに対する政策及び目的（Statement
of Policy and Intent with Regard to the Zapruder Film）」と題する声明を発表した。その中で委員会は、ザプルーダー・フィルムが法令で定められた「暗殺資料」であると再び断言し、1998年8月1日に国立公文書記録管理局に対し、フィルムを局内のフィルム・コレクションから局が保管する「ケネディ大統領暗殺資料コレクション」に移管するよう指示した。このようないわば法による「差押」は、アメリカ合衆国憲法でも認められているため、当初ザプルーダー家への支払いは行われなかった。しかし1999年、最終的に政府はフィルムをザプルーダー家から16,000,000ドルで購入した。
フィルムに係る権利はその後もザプルーダー家が保有し続けた。1997年、フィルムはザプルーダー家の許可の下、デジタル技術によって修復を施された。フィルムの様々な修復版は、1998年公開のドキュメンタリー映画『Image of an Assassination: A New Look at the Zapruder Film』で、フィルムの歴史と共に公開された。
1999年、ザプルーダー家はフィルムの権利を、1963年11月22日に最初に作成されたフィルムのコピー、一時『ライフ』が保有していたフィルムの拡大写真などと共に、「ディーリー・プラザ6階博物館」 (Sixth Floor Museum) に寄贈した。この博物館は1989年2月に、オズワルドが銃撃を行ったとされるテキサス教科書倉庫のビル内に、ケネディ大統領を記念して開設されたものである。 現在ザプルーダー家はフィルムに係る一切の権利を手放しており、権利は博物館の管理となっている。

## フィルムの信頼性
ザプルーダーはウォーレン委員会による公聴会で、証拠物件第18巻の885の写真は、本当に自分が撮影したものであると証言した。
暗殺の瞬間を捉えた動画のフィルムは他に3本が知られているほか、その他数多くの静止画の写真も、内容はザプルーダー・フィルムと相違は無い。しかし、研究家の中には、フィルムには特殊効果を使用して改変が加えられていると主張したり、フィルム自体が捏造であるとの主張を行う者が少なからずいる。 1998年に国立公文書記録管理局は、コダックのコダクロームII を開発した技術者チームにザプルーダー・フィルムを調査させた。調査を行った技術者は、フィルムが「カメラで撮影されたままのオリジナル」であり、よく主張されているフィルムの改変は見られない、という結論を下した。また、その技術者は、フィルムには改変が加えられたような技術的な痕跡は何も見られなかった、と語っている。

## フィルムは暗殺の一部始終を捉えたものか
ザプルーダー・フィルムはよく「ケネディ暗殺の完全な記録」と見なされてきた。しかし、この見方に対する反論が、2007年11月22日付の『ニューヨーク・タイムズ』に掲載された。 この記事で筆者は、ザプルーダー・フィルムに撮影が中断されている箇所がある点を指摘している。中断箇所は先導の白バイしか写っていない132フレームと133フレームの間で、後者にはすでに大統領の乗ったリムジンが写っている。この中断は、暗殺の解釈を行う上で重要であると記事では述べられている。ウォーレン委員会の報告書で最も議論を呼んでいる問題点の一つに、オズワルドが撃ったとされる3発の銃弾の内、外れた1発はどうなったのか、またなぜ外したのかという疑問がある。この記事ではその疑問に対する答えとして、オズワルドにより1発目の銃弾が発砲されたのは、このフィルムの中断中であり、その1発目の銃弾を彼が外したのは、交通標識によって視界を遮られ、一時的に大統領を視認できなくなったためではないか、という見方が示されている。この記事の筆者は「ザプルーダー・フィルムは暗殺の開始を捉えていない。フィルムが捉えているのは、すでに始まっている暗殺の途中からなのである」と述べている。

## メディアに与えた影響
1975年にABCの深夜番組「Good Night America」で、ザプルーダー・フィルムが放映されたことにより、ウォーレン委員会の報告の信憑性に対する世間からの信用は大きく揺らぐこととなった。とりわけこの放送が世間に与えた最も大きな影響は、暗殺はオズワルド単独での犯行ではなく、複数の人間が犯行に関わったという見方が広く信じられるようになったことである。 
また、フィルムは他の映画作品やメディアでも取り上げられている。前述のオリバー・ストーン監督の映画『JFK』には、当時入手可能であったコピーの中でも最も鮮明なものが使用されており、最後の銃弾が大統領に命中した後、ジャクリーン大統領夫人が口の動きから「Oh, my God!」と言っている様子まで読み取ることができる。他にも、ケネディが頭部に致命的な銃撃を被弾した瞬間のクローズアップは、1993年公開のクリント・イーストウッド主演の映画『ザ・シークレット・サービス』にも使用されている。1998年の映画『エネミー・オブ・アメリカ』には、主演のウィル・スミス演じる登場人物が、ザプルーダー・フィルムのコピーを持っていると冗談を言う場面もある。 
このフィルムに収められている暴力や衝撃性が、1970年代のアメリカの商業映画や自主映画、ホラー映画に、新しい暴力表現が生まれる一因となったという意見もある。
ロックバンド、マリリン・マンソンは、「President Dead」や「Posthuman」といった楽曲の中でケネディ暗殺やザプルーダー・フィルムを取り上げている。